# Priscila Heldes
 Priscila Oliveira Heldes (Belo Horizonte, 27 de março de 1992) é uma voleibolista indoor brasileira, atuante na posição de levantadora , com marca de alcance de 287 cm no ataque e 274 cm no bloqueio, conquistando pela  as categorias de base da seleção brasileira o título do Campeonato Sul-Americano Infantojuvenil de 2008 no Peru e na mesma categoria a medalha de ouro no Campeonato Mundial de 2009 na Tailândia, sagrando-se na categoria juvenil o título do Campeonato Sul-Americano de 2010 e o vice-campeonato no Mundial de 2011 no Peru.Também serviu a seleção brasileira militar  na conquista da medalha de ouro nos Jogos Mundiais Militares de 2015 na Coreia do Sul, além do prata obtida no Campeonato Mundial Militar de 2018 no Canadá.

## Carreira
O primeiro contato de Pri Heldes com o voleibol ocorreu aos 11 anos de idade quando influenciada por uma amiga ingressou em uma escolinha da modalidade, e lá se identificou com a prática.
Formada nas categorias de base do Mackenzie/ Cia. do Terno, atuou na jornada esportiva 2007-08e disputou a Superliga Brasileira A correspondenteencerrando na nona colocação.
No ano de 2008 estreou nas categorias de base da seleção brasileira e participou da conquista da medalha de ouro no Campeonato Sul-Americano Infantojuvenil, sediado em Lima, e na ocasião foi premiada como a melhor levantadora do torneio.
No período esportivo de 2008-09 permaneceu Mackenzie/ Cia. do Terno conquistando o título do Campeonato Mineiro de 2008;e mais uma vez,  disputou pelo mesmo clube a  correspondente Superliga Brasileira Ae finalizou na sexta posição sob o comando do técnico Sérgio Vera.
Recebeu nova convocação para o selecionado brasileiro por parte do técnico Luizomar de Moura e disputou a edição do Campeonato Mundial Infantojuvenil de 2009, sediado em Nakhon Ratchasima, Tailândia, quando vestiu a camisa #11 e conquistou a medalha de ouro.
Atuou pelo Mackenzie/Newton Paiva na temporada seguinte e  disputou a Superliga Brasileira A  2009-10, quando vestia a camisa #11. Oportunidade que finalizou apenas na décima primeira posição iniciada sob o comando de André Scott e finalizada com Humberto Furtado.
Em 2010 foi convocada pelo técnico Luizomar de Moura para seleção brasileira para disputar a edição do Campeonato Sul-Americano Juvenil na cidade colombiana de Envigado, e conquistou a medalha de ouro, novamente destacou-se individualmente sendo premiada como a melhor levantadora da competição.
Renovou com o BMG/ Mackenzie  para sua quarta temporada consecutiva pelo elenco profissional, sagrando-se bicampeã no Campeonato Mineiro de 2010e competiu na edição da Superliga Brasileira A 2010-11terminando na nona posição.
E no ano seguinte recebeu convocação para seleção brasileira para disputar a edição do Campeonato Mundial Juvenil de 2011, sediado nas cidades peruanas de Lima e Trujillo, vestindo a camisa#11 e foi a capitã do grupona conquista da medalha de prata, finalizando na oitava colocação entre as melhores levantadoras.
Em sua quinta e última temporada pelo Mackenzie/Cia do Terno ocorreu nas competições do período esportivo 2011-12, conquistando o vice-campeonato na edição do Campeonato Mineiro de 2011e disputando mais uma edição da Superliga Brasileira A, e finalizou na sétima colocação nesta competição.
Transferiu-se para o  Vôlei Amil na temporada 2012-13, cujo técnico era Zé Roberto  e conquistou o vice-campeonato paulista de 2012 e o bronze na Superliga Brasileira A 2012-13.
Renovou com o Vôlei Amil e disputou a jornada esportiva 2013-14, por este disputou a Copa São Paulo de 2013, alcançou o terceiro lugar no Campeonato Paulista neste mesmo ano e disputou por esta equipe a Superliga Brasileira A 2013-14 vestindo a camisa#10 e encerrou na quarta posição  e disputou a edição da Copa Brasil de 2014, cujas finais foram realizadas em Maringá, encerrando na quarta posição.
Na jornada de 2014-15 foi atleta do Terracap/Brasília Vôlei , conquistou p terceiro lugar na Copa Brasília de 2014e disputou a Superliga Brasileira A 2014-15 terminando na sétima colocação.
Foi convocada para representar seleção brasileira militar e disputou os Jogos Mundiais Militares de 2015, sediados na Coreia do Sul, na cidade de Mungyeongconquistando a medalha de ouro.
Na temporada posterior foi anunciada como um dos reforços do Sesi-SP, conquistando o vice-campeonato na edição do Campeonato Paulista de 2015e disputou a Superliga Brasileira A 2015-16finalizando na sétima colocação, edição na qual registrou 38 pontos, destes 15 foram de ataques, 16 de saques e 7 de bloqueios; nesta temporada ainda disputou a Copa Brasil de 2016 em Campinas, não avançando as semifinais.
Foi atleta do Fluminense FC  nas competições de 2016-17, logo alcançou o bronze na Superliga Metropolitana  de 2016 realizada em Buenos Airese conquistou o título do Campeonato Carioca de 2016 e alcançou o sétimo lugar na edição da Superliga Brasileira A 2016-17 e disputou a Copa Brasil de 2017, realizada em Campinas e não se classificou as semifinais.
Retornou ao SESI-SP nas competições de 2017-18, sagrando-se campeã da Taça Ouro de 2017 obtendo a promoção a Superliga Brasileira A 2017-18 e finalizou na décima segunda posição na Superliga Brasileira A 2017-18.
Casou-se em 2018 com Diego Assis “ Dieguinho”, pivô da seleção brasileira de futsal, com quem namora desde meados de 2009.
Em 2018 representou novamente o Brasil na edição do Campeonato Mundial Militar em Edmonton, Canadá, conquistando a medalha de prata.

## Títulos e resultados
- Superliga Brasileira A:2012-13[31]
- Superliga Brasileira A:2013-14[35]
- Copa Brasil:2014[36]
- Taça Ouro:2017[55]
- Campeonato Mineiro:2008[9] e 2010[18]
- Campeonato Mineiro:2011[24]
- Campeonato Carioca:2016[51]
- Campeonato Paulista:2012[30], 2015[45]
- Campeonato Paulista:2013
- Superliga Metropolitana:2016[50]
- Copa Brasília:2014[38]

## Premiações individuais
- Melhor Levantadora do Campeonato Sul-Americano Juvenil de 2010[17]
- Melhor Levantadora do Campeonato Sul-Americano Infantojuvenil de 2008[7]